# Manny MUA
Manny MUA (* 4. April 1991 als Manuel Gutierrez) ist ein US-amerikanischer Visagist, YouTuber und Beauty-Vlogger.

## Leben
Er wuchs in einer mormonischen Familie mit zwei jüngeren Brüdern auf und hat einen Bachelor-Abschluss von der San Diego State University.
2014 startete er einen YouTube-Kanal und veröffentlichte regelmäßig Make-up-Tutorials. 2017 war er Markenbotschafter im Rahmen einer Kampagne für die „Big Shot“-Mascara der Make-up-Marke Maybelline. 2018 gründete er sein eigenes Kosmetikunternehmen mit dem Namen Lunar Beauty und brachte eigene Kosmetikprodukte auf den Markt.